# FC Ordabasî
FC Ordabasy (kazahă:Ордабасы Футбол Клубы) este o echipă de fotbal din Shymkent, Kazakhstan.

## Istoric
- iulie, 2000 : Fondat ca Dostyk prin fuziunea echipelor Zhiger și Tomiris în 1998.
- 2003 : Redenumit  Ordabasy

Ordabasy deține palmaresul ambelor echipe (Zhiger și Tomiris):

### Zhiger
- 1949 : Fondat ca Dinamo Shymkent
- 1960 : Redenumit Yenbek
- 1961 : Redenumit Metallurg
- 1981 : Redenumit Meliorator
- 1992 : Redenumit Zhiger

### Tomiris
- 1998 : Fondat ca Tomiris
- 1999 : Redenumit Sintez
- 2000 : Redenumit din nou Tomiris

## Palmares
- A doua ligă Kazakhstaneză: 2

1998, 2001

### Performanțe în competițiile AFC
- Cupa Campionilor asiei:

1996/97: Sferturi